# Tillandsia baliophylla
Tillandsia baliophylla là một loài thuộc chi Tillandsia.

## Giống
- xVrieslandsia 'Fire Magic'